# Indische Cricket-Nationalmannschaft in Simbabwe in der Saison 2022
Die Tour der indischen Cricket-Nationalmannschaft nach Simbabwe in der Saison 2022 fand vom 18. bis zum 22. August 2022 statt. Die internationale Cricket-Tour war Bestandteil der Internationalen Cricket-Saison 2022 und umfasste drei One-Day Internationals. Die ODIs waren Bestandteil der ICC Cricket World Cup Super League 2020–2023. Indien gewann die Serie mit 3–0.

## Vorgeschichte
Simbabwe bestritt zuvor eine Tour gegen Bangladesch, Indien eine Tour in den West indies. Das erste Aufeinandertreffen der beiden Mannschaften bei einer Tour fand in der Saison 2016 in Simbabwe statt. Ursprünglich war die Tour im August 2020 geplant, doch wurde sie auf Grund der COVID-19-Pandemie abgesagt.

## Stadion
Das folgende Stadion wurde für die Tour als Austragungsort vorgesehen.
| Stadt  | Stadion            | Kapazität | Spiele    |
| ------ | ------------------ | --------- | --------- |
| Harare | Harare Sports Club | 10.000    | 1.–3. ODI |

## Kaderlisten
Indien benannte seinen Kader am 30. Juli 2022.
Simbabwe benannte seinen Kader am 11. August 2022.
| ODI | ODI |
| Simbabwe | Indien |
| --- | --- |
| - Regis Chakabva (K) - Ryan Burl - Tanaka Chivanga - Brad Evans - Luke Jongwe - Innocent Kaia - Takudzwanashe Kaitano - Clive Madande - Wesley Madhevere - Tadiwanashe Marumani - John Masara - Tony Munyonga - Richard Ngarava - Victor Nyauchi - Sikandar Raza - Milton Shumba - Donald Tiripano - Sean Williams | - KL Rahul (K) - Shikhar Dhawan (VK) - Shahbaz Ahmed - Deepak Chahar - Ruturaj Gaikwad - Shubman Gill - Deepak Hooda - Avesh Khan - Ishan Kishan (wk) - Prasidh Krishna - Axar Patel - Sanju Samson (wk) - Mohammed Siraj - Washington Sundar - Shardul Thakur - Rahul Tripathi - Kuldeep Yadav |

## One-Day Internationals

### Erstes ODI in Harare
| 18. August Scorecard | Harare | Simbabwe 189 (40.3)           | – | Indien 192 (30.5) |
|                      |        | Indien gewinnt mit 10 Wickets |   |                   |

Indien gewann den Münzwurf und entschied sich als Feldmannschaft gewinnen. Simbabwe verlor früh vier Wickets, bevor Sikandar Raza zusammen mit Regis Chakabva eine Partnerschaft bildete. Raza schied nach 12 Runs aus und der ihm nachfolgende Ryan Burl erreichte 11 Runs. Nachdem Chakabva nach 35 Runs sein Wicket verlor und Luke Jongwe nach 13 Runs, bildete sich eine Partnerschaft zwischen Brad Evans und Richard Ngarava. Ngarava schied nach 34 Runs aus, während Evans 33* Runs erreichte, als das letzte Wicket fiel. Beste indische Bowler mit jeweils drei Wickets waren Axar Patel für 24 Runs, Deepak Chahar für 27 Runs und Prasidh Krishna für 50 Runs. Die indischen Eröffnungs-Batter Shikhar Dhawan (81* Runs) und Shubman Gill (82* Runs) holten dann die Vorgabe im 31. Over ohne Verlust eines Wickets ein. Als Spieler des Spiels wurde Deepak Chahar ausgezeichnet.

### Zweites ODI in Harare
| 20. August Scorecard | Harare | Simbabwe 161 (38.1)          | – | Indien 167-5 (25.4) |
|                      |        | Indien gewinnt mit 5 Wickets |   |                     |

Indien gewann den Münzwurf und entschied sich als Feldmannschaft zu beginnen. Für Simbabwe erzielte Eröffnungs-Batter Innocent Kaia 16 Runs. Als Nächstes bildeten Sikandar Raza und Sean Williams eine Partnerschaft Raza verlor nach 16 Runs sein Wicket und wurde durch Ryan Burl ersetzt. Williams schied nach 42 Runs aus und Burl beendete das Innings ungeschlagen mit 39* Runs, als das letzte Wicket fiel. Bester indischer Bowler war Shardul Thakur mit 3 Wickets für 38 Runs. Für Indien bildeten Eröffnungs-Batter Shikhar Dhawan und der dritte Schlagmann Shubman Gill eine Partnerschaft. Dhawan schied nach 33 Runs aus und ihm folgte Deepak Hooda. Gill verlor ebenfalls nach 33 Runs sein Wicket und wurde durch Sanju Samson ersetzt. Hooda schied nach 25 Runs aus, während Samson die Vorgabe mit 43* Runs im 26. Over einholte. Bester simbabwischer Bowler war Luke Jongwe mit 2 Wickets für 33 Runs. Als Spieler des Spiels wurde Sanju Samson ausgezeichnet.

### Drittes ODI in Harare
| 22. August Scorecard | Harare | Indien 289-8 (50)          | – | Simbabwe 276 (49.3) |
|                      |        | Indien gewinnt mit 13 Runs |   |                     |

Indien gewann den Münzwurf und entschied sich als Schlagmannschaft zu beginnen. Eröffnungs-Batter Shikhar Dhawan bildete mit KL Rahul eine erste Partnerschaft. Rahul schied nach 30 Runs aus und wurde durch Shubman Gill ersetzt, während Dhawan 40 Runs erreichte und durch Ishan Kishan gefolgt wurde. Zusammen erzielten Gill und Kishan eine Partnerschaft über 140 Runs, bevor Kishan nach einem Half-Century über 50 Runs ausschied. An der Seite von Gill erreichte Sanju Samson 15 Runs, bevor Gill nach einem Century über 130 Runs aus 97 Bällen sein Wicket im letzten Over verlor. Bester Bowler für Simbabwe war Brad Evans mit 5 Wickets für 54 Runs. Simbabwe begann mit Takudzwanashe Kaitano, der sich jedoch verletzte und so bildeten Sean Williams und Tony Munyonga eine erste Partnerschaft. Williams schied nach 45 Runs aus und Munyonga nach 15. Der wieder hineinkommende Kaitano verlor nach 13 Runs sein Wicket, woraufhin sich Sikandar Raza etablierte. An dessen Seite erreichte Regis Chakabva 15 Runs, Luke Jongwe 14 Runs und Brad Evans 28 Runs, bevor Raza nach einem Century über 115 Runs aus 95 Bällen ausschied. Kurz darauf fiel das letzte Wicket und Simbabwe gelang es nicht die Vorgabe einzuholen. Bester indischer Bowler war Avesh Khan mit 3 Wickets für 66 Runs. Als Spieler des Spiels wurde Shubman Gill ausgezeichnet.

## Auszeichnungen

### Player of the Series
Als Player of the Series wurden der folgende Spieler ausgezeichnet.
| Serie | Player of the Series |
| ----- | -------------------- |
| ODI   | Shubman Gill         |

### Player of the Match
Als Player of the Match wurden die folgenden Spieler ausgezeichnet.
| Spiel  | Player of the Match |
| ------ | ------------------- |
| 1. ODI | Deepak Chahar       |
| 2. ODI | Sanju Samson        |
| 3. ODI | Shubman Gill        |